# جين لامبرت
جين لامبرت (بالإنجليزية: Gene Lambert)‏ هو لاعب كرة قاعدة أمريكي، ولد في 26 أبريل 1921 في كرينشاو في الولايات المتحدة، وتوفي في 10 فبراير 2000 في جيرمانتاون في الولايات المتحدة.

## وصلات خارجية
- جين لامبرت على موقع دوري كرة القاعدة الرئيسي (الإنجليزية)
- جين لامبرت على موقعبيزبول رفرنس.كوم (الدوري الرئيسي) (الإنجليزية)
- جين لامبرت على موقعبيزبول رفرنس.كوم (الدوري الثانوي) (الإنجليزية)